# Ga-Rankuwa
Ga-Rankuwa – miasto w Republice Południowej Afryki, w prowincji Gauteng, 60 km na północ od Pretorii. Liczy ok. 91 000 mieszkańców.